# Centwine wessexi király
Centwine (? – 685 után) 676-tól 685-ig Wessex királya.
Cynegils király fiaként született. Uralkodása alatt többször is győzelmet aratott a walesiek felett. A korabeli szerző, Aldhelm szerint erőskezű király volt: három csatát nyert, melyek közül az egyik valószínűleg 682-ben volt, amikor egészen a tengerig űzte a britonokat.
Szent Béda történetíró azonban megemlíti, hogy Wessex 10 éven át alkirályok között volt felosztva, s ez az időszak éppen Centwine uralkodásával esik egybe. Ekkor a merciai Aethelred is uralma alatt tartotta Wessex egyes részeit. Centwine-t Cædwalla követte a trónon.